# Wiktor Borzienko
Wiktor Michajłowicz Borzienko, ros. Виктор Михайлович Борзенко (ur. w 1864 r., zm. w 1932 r. w Polsce) – rosyjski urzędnik państwowy, gubernator kurski, grodzieński, niżnonowogrodzki, a następnie czarnomorski, emigrant.
W 1883 r. ukończył imperatorską szkołę prawoznastwa, po czym został kandydatem na urzędnika sądowego przy prokuratorze warszawskiej izby sądowej. Następnie zmobilizowano go do armii rosyjskiej. Służył w 1 Baterii Gwardii 3 Brygady Artylerii Gwardii. W 1884 r., po zdemobilizowaniu, skierowano go do pracy jako śledczego w urzędzie policyjnym Warszawy. Kilka miesięcy potem przeszedł do ministerstwa spraw wewnętrznych w charakterze starszego urzędnika do specjalnych poruczeń przy gubernatorze mińskim. W 1886 r. został członkiem ujezdnego zgromadzenia mińskiego do spraw chłopskich. Od 1893 r. kierował kancelarią kurskiego gubernatora. W 1896 r. objął funkcję dyrektora kurskiego gubernialnego komitetu nadzorczego nad więzieniami. W 1897 r. został nadzorcą kurskiego wykonawczego wydziału aresztanckiego. W 1899 r. wszedł w skład kurskiego urzędu gubernialnego. Od 1899 r.ponownie kierował kancelarią gubernatora kurskiego. Jednocześnie stał na czele administracji guberni kurskiej do spraw ziemskich i miejskich oraz do spraw podatków połowowych. Od 1904 r. był urzędnikiem do specjalnych poruczeń przy warszawskim generał-gubernatorze. W 1905 r. objął funkcję kurskiego wicegubernatora, zaś kilka miesięcy potem gubernatora. W 1907 r. został grodzieńskim gubernatorem. Jednocześnie nadzorował sądy pokoju w ujezdach grodzieńskim, Słonimskim, brzeskim, wołkowyskim, białostockim i wielskim. W 1909 r. w ramach przygotowań do drugiego ogólnorosyjskiego spisu powszechnego przygotował dokument pt. „Położenije o Pierwoj wsieobszczej pieriepisi nasielenija Rossijskoj impierii”. W 1911 r. powołał komitet do spraw uwiecznienia pamięci Piotra A. Stołypina. Od 1912 r. był niżniegorodskim gubernatorem. W 1915 r. powrócił do ministerstwa spraw wewnętrznych. W latach 1916–1917 pełnił funkcję czarnomorskiego gubernatora. Uzyskał tytuł hofmeistera. Po rewolucji bolszewickiej wyjechał do Polski, gdzie zamieszkał.